# Silcrète
La silcrète est un type de conglomérat fin cimenté par de la silice.
Il désigne aussi plus généralement toute croûte siliceuse.

## Terminologie
Le terme est formé à partir des mots « silice » et « concrétion ».

Il apparaît dès 1902 chez G.W. Lamplugh.

## Formation et répartition
La silcrète se forme lorsque de la silice dissoute se solidifie sous forme de croûte dans le sol. Il s'agit d'un matériau dur et résistant, assez proche du quartzite par son apparence même si son origine et son processus de formation sont différents. Il est particulièrement répandu dans les régions arides d'Australie, notamment sous forme de buttes.

## Usages historiques et préhistoriques

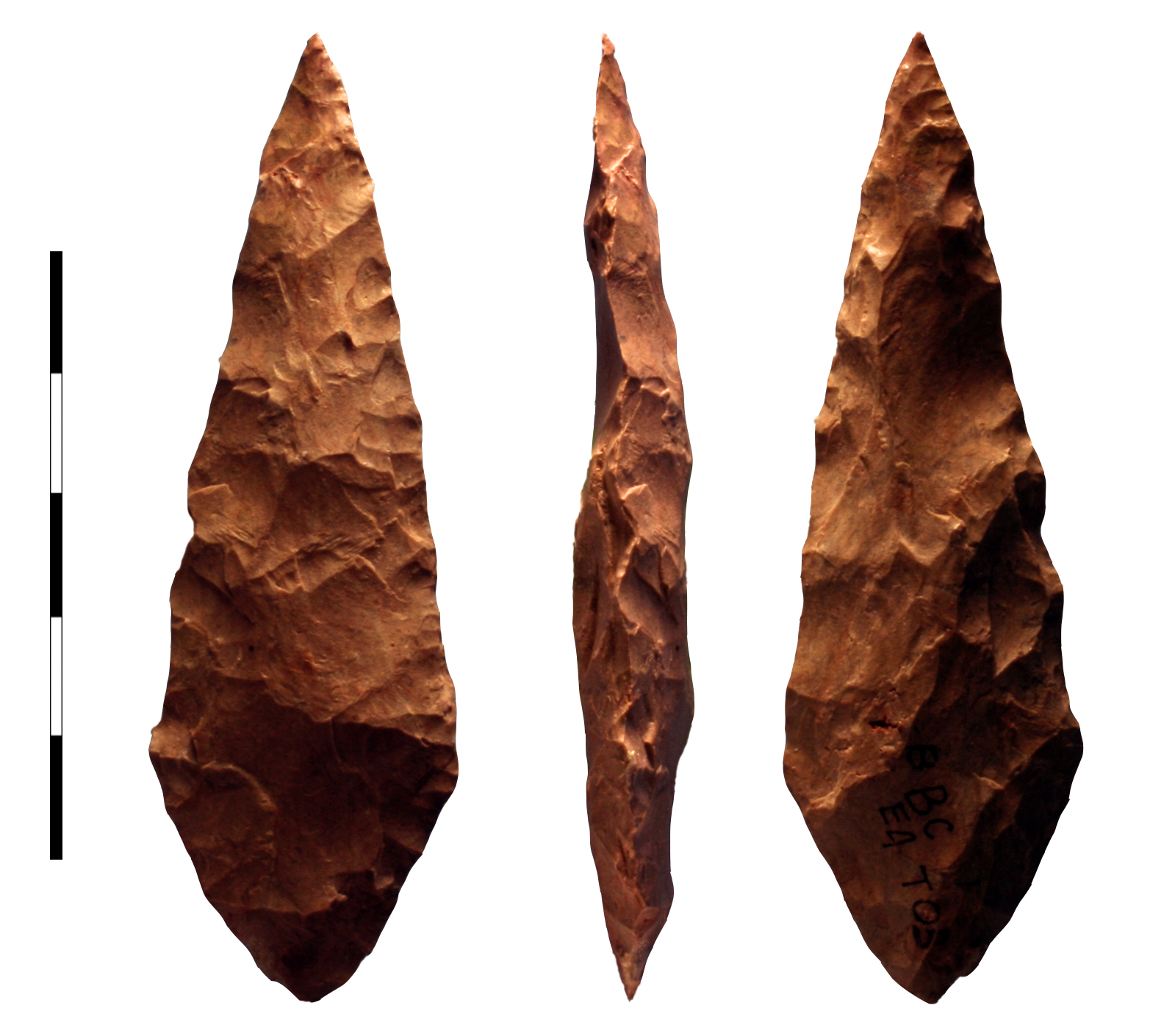
Pointe foliacée bifaciale préhistorique en silcrète, à Blombos (Afrique du Sud).

En Australie, la silcrète a été fréquemment utilisée par les Aborigènes pour produire des outils lithiques. Elle était parfois échangée sur de longues distances et il est possible de trouver des vestiges en silcrète dans des régions qui en sont naturellement dépourvues.
En Afrique du Sud, la silcrète a été très employée par les groupes du Middle Stone Age. L'industrie de pierre taillée de l'abri-sous-roche de Blombos, fouillé à partir de 1991 par Ch. Henshilwood, est majoritairement produite aux dépens de ce matériau. Le site a livré les plus anciennes pierres retouchées par pression. L'utilisation de cette technique sophistiquée de taille de la pierre date de 75 000 ans au moins à Blombos, soit 35 000 ans de plus que ce que l'on pensait jusqu'au début des années 2000. Les plus vieux outils de silex retouchés par pression connus avant cette découverte dataient du Solutréen (maximum de la dernière glaciation, il y a 20 000 ans),.
De petits éclats de silcrète découverts dans la grotte PP13B de Pinnacle Point, datés d'environ 164 000 ans, et qui ont probablement servi à confectionner des armes de jet, montrent les signes d'un traitement thermique (à environ 350 °C). Ils sont accompagnés de morceaux d'ocre rouge diversement gravés. Ces indices d'une technologie et d'une préoccupation artistique sont exceptionnellement anciens.